# Rebeka
Rebeka, także jako Ryfka – biblijne imię żeńskie z hebr. riwqah, ribhkah o niejasnym znaczeniu. W Kościele katolickim istnieją święte i błogosławione o tym imieniu.
Rebeka imieniny obchodzi 9 marca, 23 marca i 30 sierpnia.
Znane postacie noszące imię Rebeka:
- św. Rebeka Chobok Ar-Rajes – libańska zakonnica
- Rebeka – żona Izaaka, biblijnego patriarchy
- Rebecca De Mornay – aktorka
- Rebecca Rolfe (1595-1617) – czyli Pokahontas, Indianka (postać prawdziwa)
- Rebekah Kochan – amerykańska aktorka
- Rebeka Dremelj – piosenkarka słoweńska

Znane postacie fikcyjne o tym imieniu:
- Rebecca „Becca” Moody – córka Hanka z serialu Californication
- Rebekah Mikaelson – bohaterka seriali Pamiętniki wampirów i The Originals
- tytułowa bohaterka filmu Alfreda Hitchcocka Rebeka z 1940
- tytułowa bohaterka włoskiego filmu z 2008
- Revy (Rebecca) – bohaterka anime Black Lagoon

Odpowiedniki w innych językach:
- język angielski – Rebecca, Rebekah
- język francuski – Rebecca
- język włoski – Rebecca